# Stornoway Airport
Stornoway Airport är en flygplats i Storbritannien.   Den ligger i kommunen Yttre Hebriderna och riksdelen Skottland, i den nordvästra delen av landet, 800 km nordväst om huvudstaden London. Stornoway Airport ligger 7 meter över havet. Den ligger på ön Lewis with Harris.
Terrängen runt Stornoway Airport är platt. Havet är nära Stornoway Airport åt sydost.